# راخيف
راخيف هي مدينة من مدن أوكرانيا. يبلغ عدد سكانها 15243 نسمة وذلك حسب إحصائيات سنة 2013. يبلغ ارتفاع المدينة عن سطح البحر قرابة 430 متر. تبلغ مساحتها 5.68 كم².

## المناخ
يظهر الجدول التالي التغييرات المناخية على مدار السنة لراخيف:
| البيانات المناخية لـراخيف | البيانات المناخية لـراخيف | البيانات المناخية لـراخيف | البيانات المناخية لـراخيف | البيانات المناخية لـراخيف | البيانات المناخية لـراخيف | البيانات المناخية لـراخيف | البيانات المناخية لـراخيف | البيانات المناخية لـراخيف | البيانات المناخية لـراخيف | البيانات المناخية لـراخيف | البيانات المناخية لـراخيف | البيانات المناخية لـراخيف | البيانات المناخية لـراخيف |
| الشهر                     | يناير                     | فبراير                    | مارس                      | أبريل                     | مايو                      | يونيو                     | يوليو                     | أغسطس                     | سبتمبر                    | أكتوبر                    | نوفمبر                    | ديسمبر                    | المعدل السنوي             |
| ------------------------- | ------------------------- | ------------------------- | ------------------------- | ------------------------- | ------------------------- | ------------------------- | ------------------------- | ------------------------- | ------------------------- | ------------------------- | ------------------------- | ------------------------- | ------------------------- |
| المتوسط اليومي °م (°ف)    | −4.2 (24.4)               | −2.1 (28.2)               | 2.6 (36.7)                | 8.4 (47.1)                | 13.4 (56.1)               | 16.4 (61.5)               | 17.9 (64.2)               | 17.4 (63.3)               | 13.7 (56.7)               | 8.6 (47.5)                | 3.0 (37.4)                | −1.6 (29.1)               | 7.8 (46.0)                |
| الهطول مم (إنش)           | 44 (1.7)                  | 40 (1.6)                  | 40 (1.6)                  | 57 (2.2)                  | 83 (3.3)                  | 105 (4.1)                 | 94 (3.7)                  | 79 (3.1)                  | 51 (2.0)                  | 43 (1.7)                  | 49 (1.9)                  | 56 (2.2)                  | 741 (29.1)                |
| المصدر: Climate-Data.org  |                           |                           |                           |                           |                           |                           |                           |                           |                           |                           |                           |                           |                           |

## معرض صور

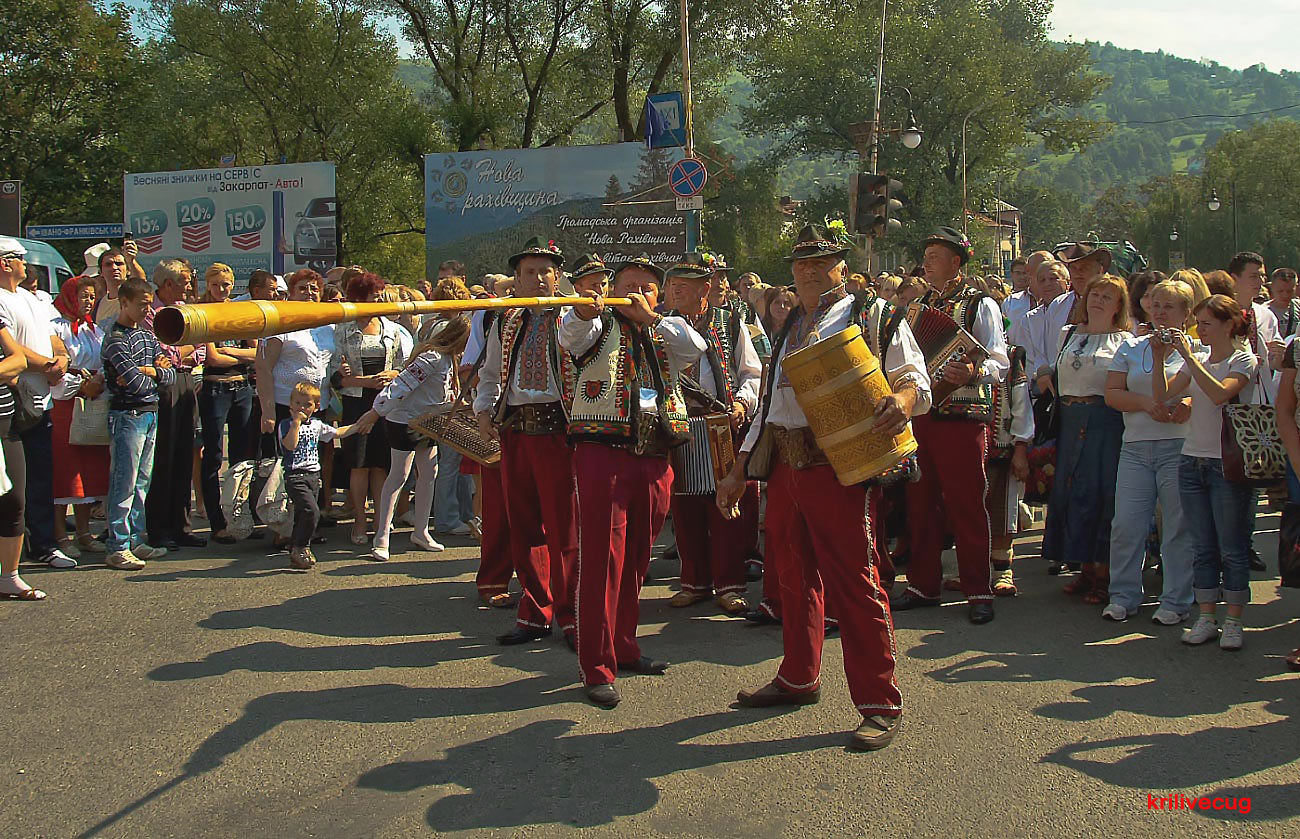
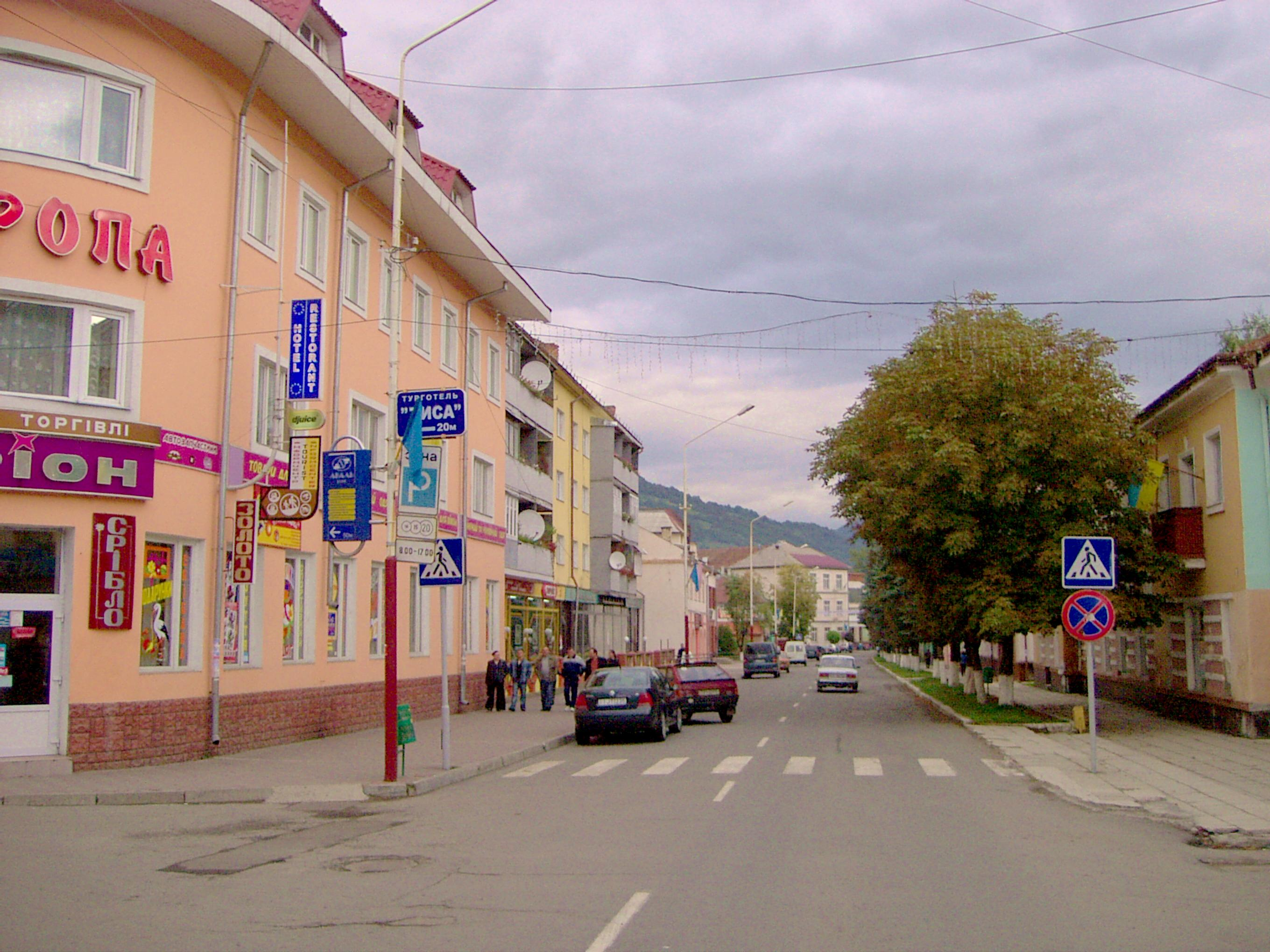
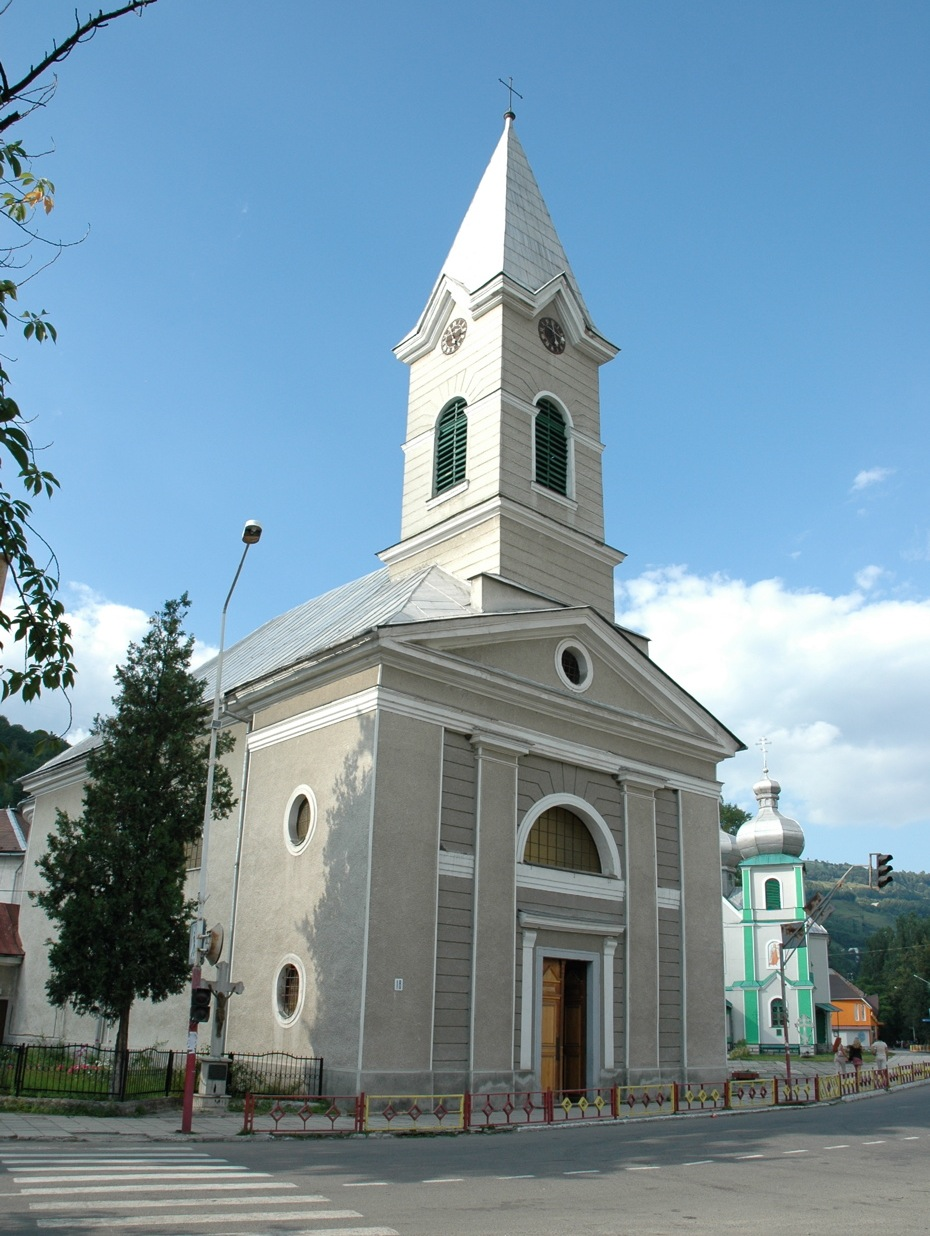

## توأمة
لراخيف اتفاقيات توأمة مع كل من:
- سيجد (1939 - )[6]
- Belváros-Lipótváros [الإنجليزية]‏
- تربيتش